# Tangerine (álbum)
Tangerine es el tercer álbum de estudio de la banda estadounidense de hard rock y glam metal Vixen, publicado en 1998 por el sello CMC International. Cuenta con un sonido alejado del glam y más cercano al grunge, que provocó poco entusiasmo de los fanáticos lo que se vio reflejado en las listas musicales, ya que no entró en ninguna de ellas.
Para este disco solo participaron los miembros originales Janet Gardner y Roxy Petrucci, ya que la fundadora Jan Kuehnemund y la bajista Share Pedersen no fueron convocadas. En su reemplazo aparecieron Gina Stile y Mike Pisculli en la guitarra y bajo respectivamente. Este es el único álbum para Stile como miembro de Vixen y el álbum de estudio final para Gardner como vocalista debido a sus respectivas salidas de la banda en marzo de 2017 y enero de 2019.

## Lista de canciones
Todas las canciones escritas por Janet Gardner y Gina Stile, a menos que se indique lo contrario.

| N.º | Título                            | Escritor(es) | Duración |  |
| 1.  | «Page»                            |              | 4:36     |  |
| 2.  | «Tangerine»                       |              | 4:32     |  |
| 3.  | «Never Say Never»                 |              | 3:39     |  |
| 4.  | «Peace»                           |              | 4:59     |  |
| 5.  | «Barely Breathin'»                |              | 4:13     |  |
| 6.  | «Bleed»                           |              | 4:00     |  |
| 7.  | «Stay»                            |              | 5:35     |  |
| 8.  | «Shut Up»                         |              | 4:05     |  |
| 9.  | «Machine»                         |              | 3:43     |  |
| 10. | «Air Balloon»                     |              | 3:53     |  |
| 11. | «Can't Control Myself»            |              | 4:35     |  |
| 12. | «Swatting Flies in Wanker County» | Gina Stile   | 2:00     |  |

## Músicos
- Janet Gardner: voz, guitarra eléctrica
- Gina Stile: guitarra eléctrica
- Roxy Petrucci: batería
- Mike Pisculli: bajo (músico de sesión)